# Serviços Municipalizados de Água e Saneamento do Município de Mafra
A Serviços Municipalizados de Água e Saneamento do Município de Mafra é uma empresa municipal, que fornece os serviços no sector da água ao concelho de Mafra. Até 2013, a posse maioritária era da empresa portuguesa Compagnie Générale des Eaux (Portugal) (CGEP), detida maioritariamente pela divisão de água Veolia Water do grupo francês Veolia Environnement. Nesse ano, o grupo BEWG comprou todos os serviços de água em Portugal à Veolia, mudando a posse e imagem da concessão da Água em Mafra.
Desde 1994, quando foi concluído um contrato sobre uma concessão de distribuição e abastecimento de água para 25 anos, a Be Water Águas de Mafra (e a CGEP/Mafra e Veolia Águas de Mafra) é responsável pela rede de águas no concelho de Mafra. A exploração começou a 1 de Março de 1995. Em 2019, o contrato de conecessão com a Be Water foi cessado sendo refundada a SMAS de Mafra.

## Serviços da delegação
O objectivo da delegação é desenvolver todas as actividades necessárias a assegurar o fornecimento domiciliário de água potável no concelho, mas também a correcta manutenção e conservação das instalações. Existe também a responsabilidade da exploração e gestão do sistema de recolha de efluentes, que envolve toda a manutenção e construção da rede de saneamento em baixa. Já no que respeita às ETAR compactas, a empresa tem igualmente que gerir o saneamento em alta.

## Nomes já usados
- CGEP/Mafra
- Veolia - Águas de Mafra
- Be Water - Águas de Mafra